# Primavera das Neves
Primavera das Neves, de nome completo Primavera Ácrata Saiz das Neves (Pedrógão Grande, 8 de março de 1933 - Rio de Janeiro, 29 de janeiro de 1981) foi uma tradutora, jornalista e escritora portuguesa, que trabalhou e viveu boa parte de sua vida no Brasil, tendo assinado a maioria de seus trabalhos como Vera Neves Pedroso.

## Biografia
Filha do jornalista e militante anarquista português Roberto das Neves e da sufragista espanhola Maria Jesusa Diaz y Saiz, Primavera veio para o Brasil com os pais, em 1942.  Estudou no Liceu Francês do Rio de Janeiro, e em 1957 formou-se em Línguas germânicas pela Universidade Federal do Rio de Janeiro, na época "Universidade do Brasil".  Casou-se em 1959 com o militar português Manuel Pedroso Marques, indo viver em Lisboa, onde nasceu sua única filha Maria Alexandra (1961-2005). Pouco depois, com o envolvimento e consequente prisão do marido na Revolta de Beja (no ano novo de 1962) contra o ditador Salazar, Primavera voltou ao Rio de Janeiro. 
No Brasil, foi tradutora de Lewis Carroll ("Alice no país das maravilhas" e "Através do espelho e o que Alice encontrou lá"), Emily Brontë ("O morro dos ventos uivantes"), Adolfo Bioy Casares ("A invenção de Morel"), Vladimir Nabokov ("Transparências"), Georges Simenon ("As férias de Maigret"), Lawrence Durrell ("Tunc", 1969), John Le Carré ("A vingança de Smiley", 1980), Julio Verne ("Viagem ao centro da terra", 1963), Arthur Clarke ("O Fim da Infância", 1965) e outros.  
Em 2017 foi tema do documentário "Quem é Primavera das Neves", dirigido por Jorge Furtado e Ana Luiza Azevedo e lançado no Festival É Tudo Verdade.  O filme mostra a busca do diretor Furtado pela tradutora de nome sonoro, conta com a atriz Mariana Lima lendo trechos de poemas, cartas e traduções de Primavera, e reconstitui sua vida através de depoimentos do ex-marido Manuel Pedroso Marques e de duas grandes amigas suas, a artista plástica Anna Bella Geiger e a bibliotecária Eulalie Ligneul. 